# San-Blas-Inseln

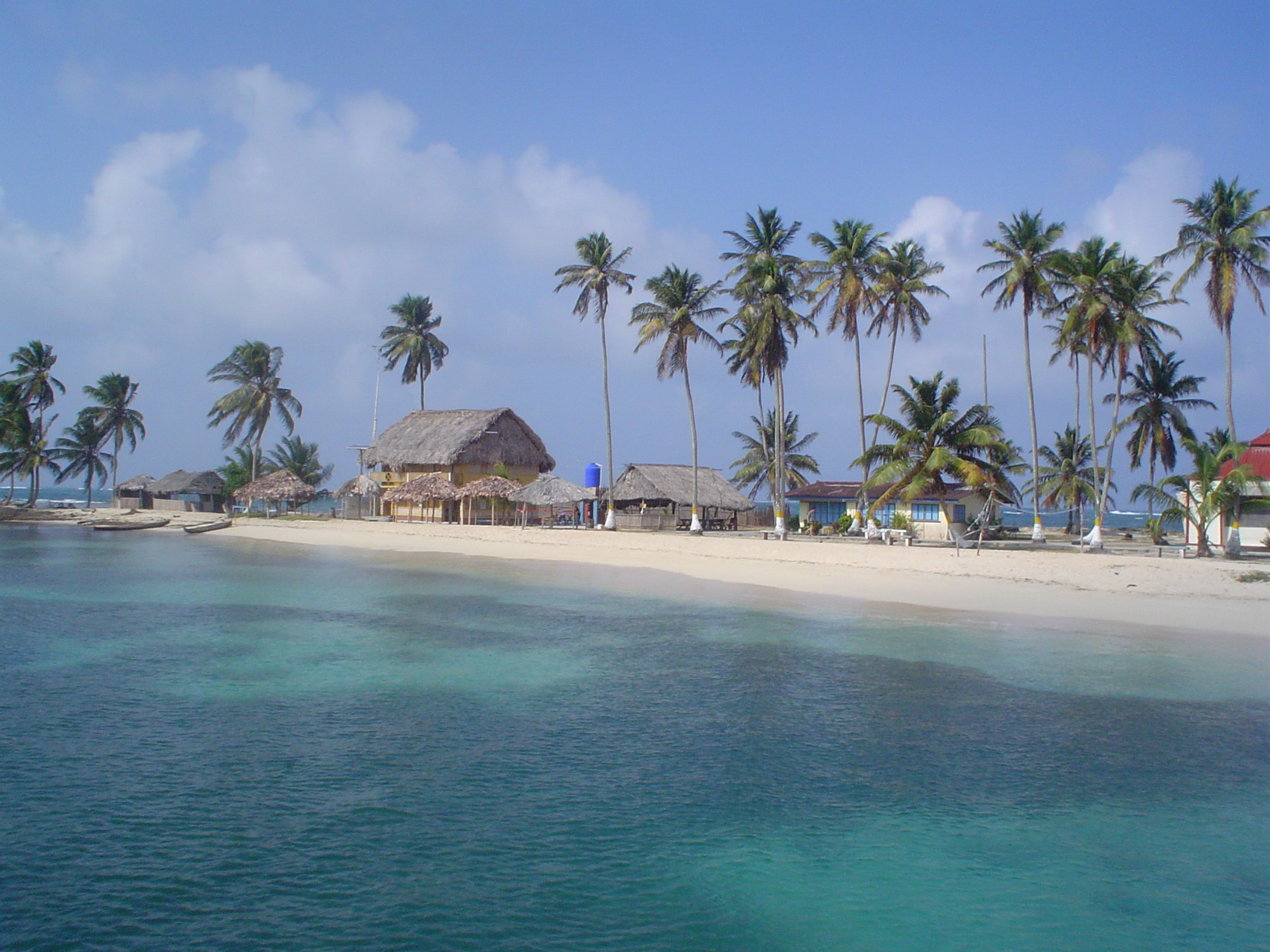
Hauptinsel der San Blas Inseln: El Porvenir

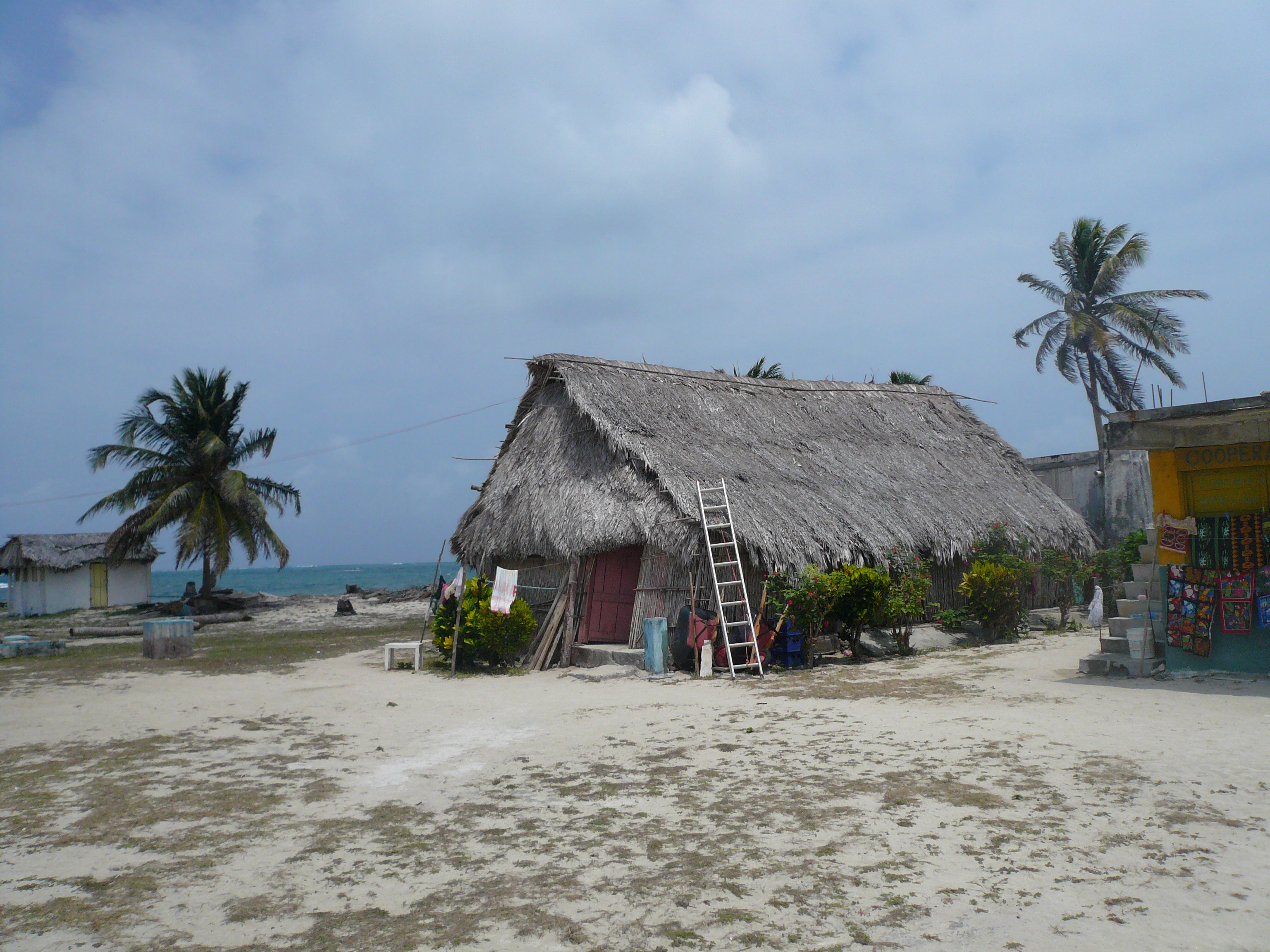
Haus auf El Porvenir

Die San-Blas-Inseln (spanisch Archipiélago de San Blas) befinden sich im Karibischen Meer und bilden eine Inselgruppe mit etwa 365 Inseln (Hauptinsel: El Porvenir). Die Inseln sind nach Blasius von Sebaste benannt.

## Lage
Die San-Blas-Inseln gehören zur Comarca Guna Yala (früherer Name: San Blas) östlich des Panamakanals, einem autonomen Gebiet, das sich entlang der panamaischen Karibikküste von El Porvenir bis hin zur kolumbianischen Grenze erstreckt.

## Flora und Fauna
Die Mehrheit der tropischen, mit Palmen bewachsenen Inseln ist durch Korallenriffe geschützt. Da die Unterwasserwelt intakt ist, ist dieser Archipel reich an Meerestieren.

## Bevölkerung
Die San-Blas-Inseln werden von etwa 25.000 Kuna (auch Cuna, in Kolumbien Tule), einer indigenen Ethnie Panamas, bewohnt und selbst verwaltet. Sie bewohnen 57 Inseln, die zu 36 comunidades gehören (wobei die Insel Ustupu in zwei comunidades gegliedert wird; die 13 übrigen comunidades liegen auf dem Festland). San Blas wird von den Kuna in der eigenen Sprache „Guna Yala“ genannt.

## Geschichte
Die Kuna flohen aufgrund der spanischen Invasion im 17. Jahrhundert auf diesen Archipel und kämpften später gegen die Spanier an der Seite anderer Kolonialmächte. Schließlich widersetzten sie sich erfolgreich Panamas Regierung in blutigen Auseinandersetzungen und konnten 1930 das autonome Gebiet Kuna Yala gründen.
Ursprünglich trugen die Ureinwohner der San-Blas-Inseln kaum Kleidung und schmückten ihre Körper mit bunten Verzierungen. Missionare animierten sie dann aber dazu, Kleidung zu tragen, so dass sie schließlich ihre Kleidung, die Molas, mit den Mustern ihrer Körperbemalungen gestalteten. 
Die Gemeinschaft der Kunas lebt im Matriarchat. So lebt z. B. der Ehemann nach der Heirat in der Familie der Frau. Die Kuna haben eine eigenständige Stammessprache und eine Fahne, auf der ein umgedrehtes Hakenkreuz den Oktopus symbolisiert, der der Sage der Kuna nach die Welt erschaffen hat.

## Wirtschaft und Tourismus
Bis heute leben die Kuna überwiegend von der Landwirtschaft und vom Fischfang. Sie treiben Handel mit Fisch, Langusten, riesigen Krabben und Kokosnüssen. Darüber hinaus vertreiben sie ihre bunten Molas, die weit über die Grenzen Panamas hinweg berühmt sind und an denen bis zu sechs Monate gearbeitet wird. Diese kunstvolle Form der Applikations-Stickerei entwickelte sich zu Beginn des 20. Jahrhunderts.
Der Tourismus spielt im Vergleich zu anderen karibischen Inseln auf den San-Blas-Inseln eine kleinere Rolle und ist nicht auf Massen- oder Luxustourismus ausgelegt. Auf der Hauptinsel El Porvenir gibt es eine Landepiste für kleine Flugzeuge aus Panama-Stadt und ein Hostel. Mit dem Boot gelangt man von dort aus zur Insel Wichub-Wala. Auch die Inseln Sapibenega und Okuptupu verfügen über eine kleine touristische Infrastruktur, wohingegen die Inseln im Süden des Archipels touristisch noch nicht erschlossen sind (z. B. Ukupseni).

## Inseln
- Isla El Porvenir
- Isla Wichubualá (alias Wichub Wala oder Huala)
- Isla Ukuptupu
- Isla Narangá
- Isla Corazón de Jesús